# مرتفعات كردستان
مرتفعات كردستان أو هضبة كردستان هي سلسلة مرتفعات واقعة في الشرق الأوسط، تمتد من جنوب شرق الأناضول حتى إيران عبر شمال العراق، بذلك تغطي معظم سلسلة جبال زاغروس الشمالية، على الرغم من أن مصطلح جبال الأكراد أو جبال كردستان قد تمتد أبعد من ذلك. انقسمت المنطقة بين الدولة الصفوية والدولة العثمانية بعد معركة جالديران عام 1514، ومن ثم مع تقسيم أراضي الدولة العثمانية عام 1918 وتشكيل دول المنطقة، بالإضافة إلى أراضي تحت سيطرة إيران مما جعل الكرد أقلية عرقية كبيرة في كل دولة، شهدت المنطقة العديد من عمليات الإبادة الجماعية والنزاعات المسلحة المستمرة.

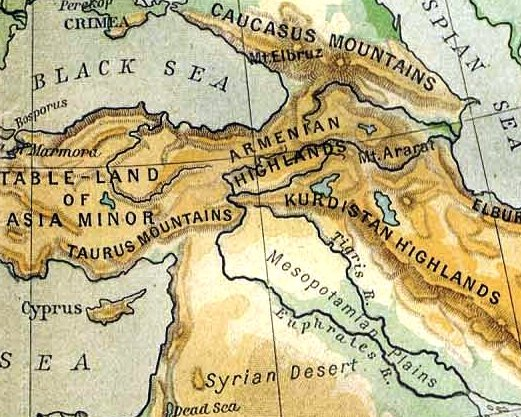
خريطة من 1923 تظهر موقع مرتفعات كردستان.

مع نهاية الحرب العالمية الأولى وبعد مايُعرف بمعاهدة لوزان التي شكلت دولة تركيا، قامت تركيا بتغيير الأسماء الجغرافية لمعظم المناطق التي كانت مقطونة من قبل غير الأتراك من الأرمن والكرد، ومنها الجبال والمدن.